# Tumpat
Huyện Tumpat là một huyện thuộc bang Kelantan của Malaysia. Huyện Tumpat có dân số thời điểm năm 2010 ước tính khoảng 146595 người.